# Tasiocera jubata
Tasiocera jubata là một loài ruồi trong họ Limoniidae. Chúng phân bố ở miền Cổ bắc.